# Kuhlia boninensis
Kuhlia boninensis és una espècie de peix pertanyent a la família Kuhliidae.

## Descripció
- Pot arribar a fer 20 cm de llargària màxima.[4][5]

## Hàbitat
És un peix d'aigua dolça i salabrosa (puja els rius fins a llurs cursos mitjans), bentopelàgic i de clima tropical.

## Distribució geogràfica
Es troba a Àsia (illes Ogasawara i Ryukyu) i Oceania (la Micronèsia i Tahití).

## Observacions
És inofensiu per als humans.